# Wetar

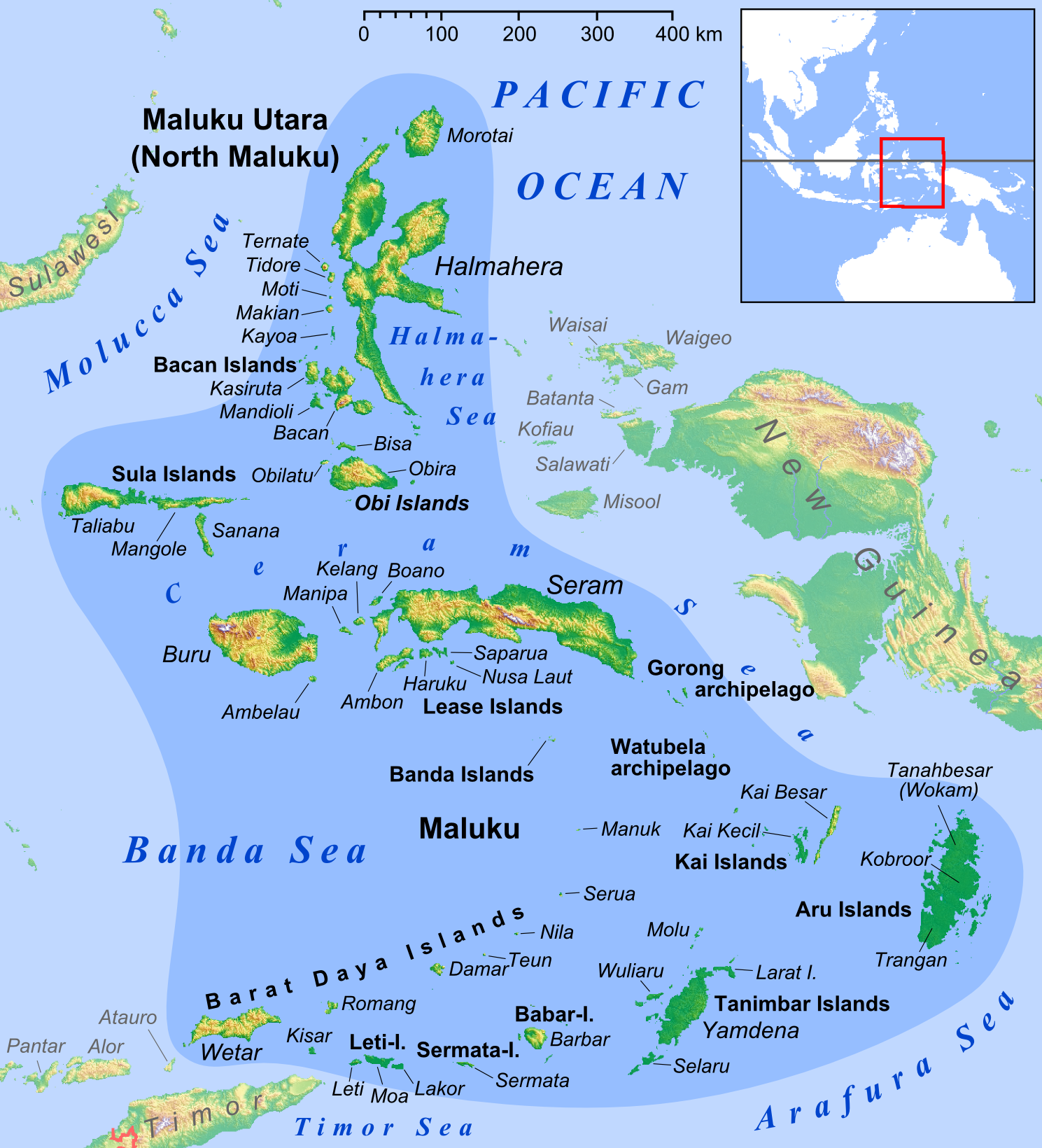
Illa Wetar

Wetar és una illa tropical que pertany a la Província de les Moluques a Indonèsia i és l'illa més gran de les Illes Barat Daya (literalment Illes del Sud-oest).
Les principals poblacions de Wetar són Lioppa, Ilwaki, Wasiri, Masapun i Arwala..

## Geografia
Wetar fa 130 km d'est a oest i 45 km de nord a sud. Ocupa una superfície de 3.600 km². Està envoltada per esculls de corall i mar profund. El punt més alt de l'illa fa 1.412 m.
Wetar és part d'un arc d'illes volcànic que inclou les altres illes Barat Daya Islands i les illes Banda, crat per la col·lisió de la Placa Indo-Australiana i la placa Eurasiana El mont Gunungapi Wetar és un estratovolcà que forma una illa aïllada al nord de Wetar.
Hi ha moltes mines d'or a Wetar, que estan mal gestionades i provoquen un problema mediambiental.
Junt amb altres illes properes forma part de l'àrea d'aigües profundes de Wallacea. Aquesta zona és coneguda per la seva fauna inusual i Wetar té 162 espècies d'ocells, tres de les quals són edèmiques i 4 en perill. La pluviometria és molt estacional pel monsó i les illes estan cobertes per bosc sec tropical de fulla ampla, que en part és caducifoli amb molts dels arbres que perden les fulles durant l'estació seca. Forma part de l'ecoregió Boscos caducifolis de Timor i Wetar.

## Cultura
S'hi parlen un gran nombre d'idiomes malaio-polinesis endèmics de Wetar i de les properes illes de Liran i Atauro. També es parla l'idioma indonesi.
La principal activitat econòmica de Wetar és l'agricultura de subsistència, principalment del sago. Les closques de tortuga també es recullen i s'exporten als països on no està prohibit aquest comerç.

## Fauna endèmica
- Gallicolumba hoedtii, un ocell
- Sphecotheres hypoleucus, un ocell
- Liasis mackloti, una serp pitó.
- Trichoglossus capistratus, un ocell